# Mazda CX-7
Mazda CX-7 – samochód sportowo-użytkowy japońskiej marki Mazda produkowany w latach 2006 - 2012. Pojazd został poprzedzony konceptem o nazwie MX-Crossport.

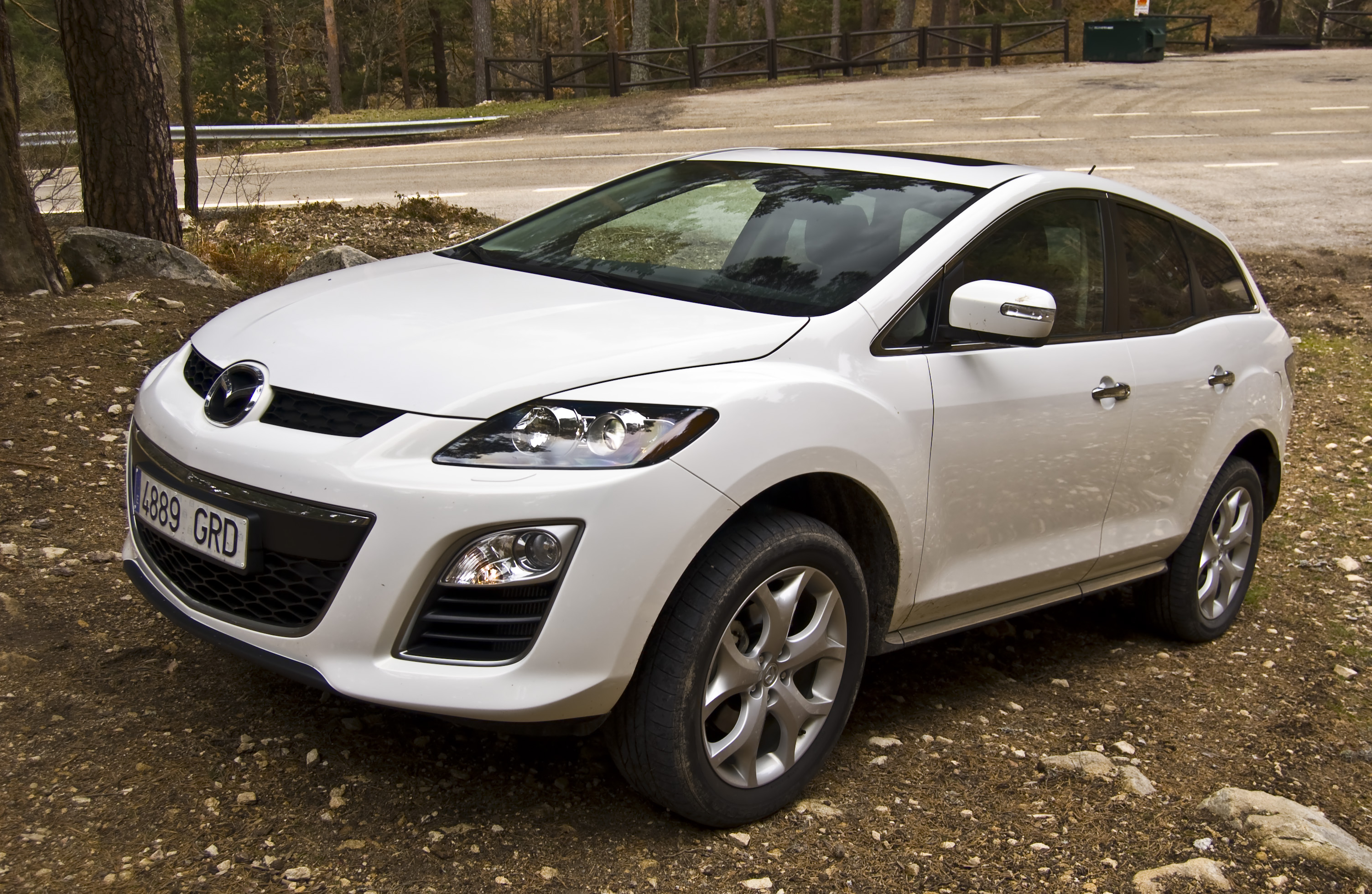
Mazda CX-7 po liftingu

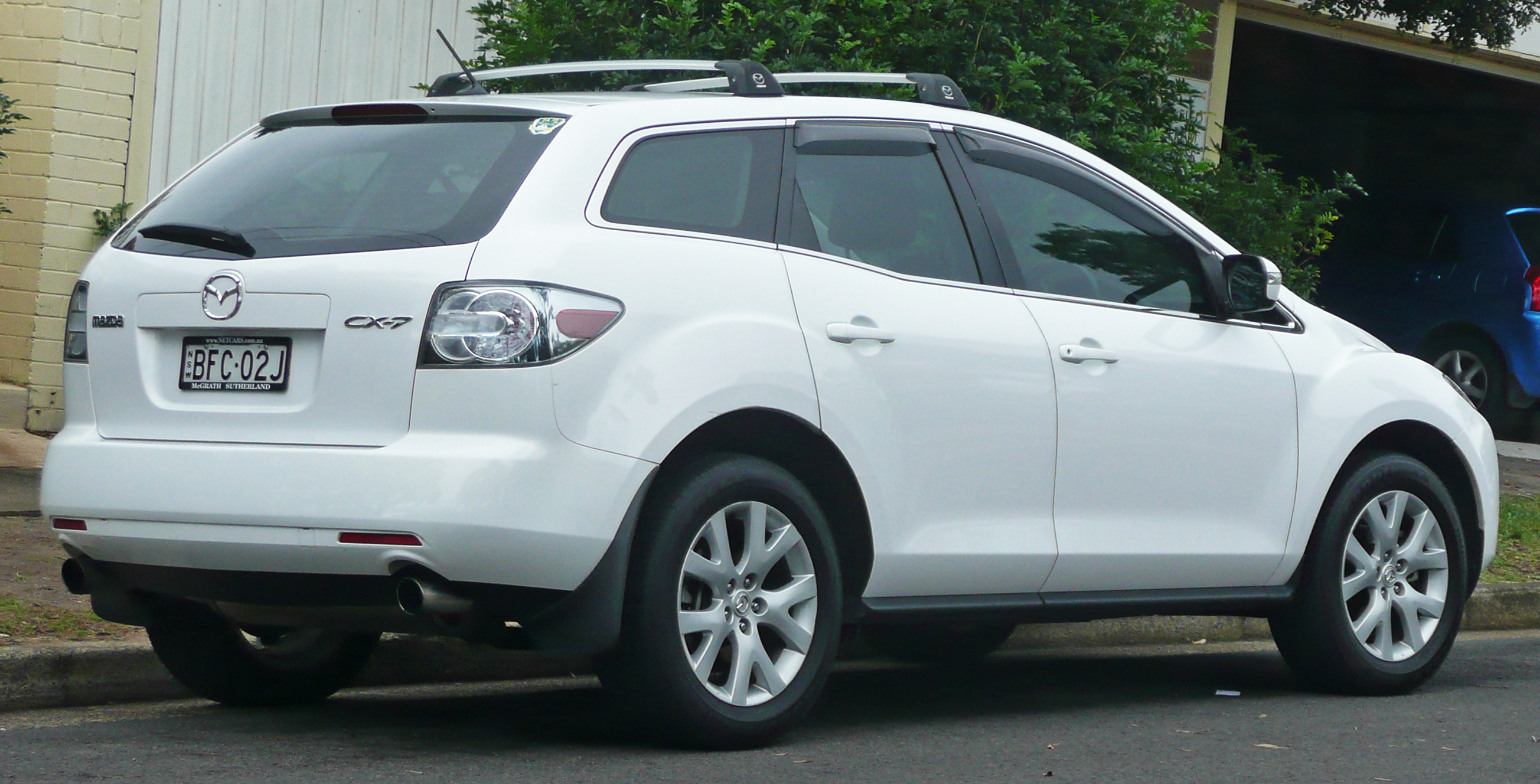
Tył CX-7

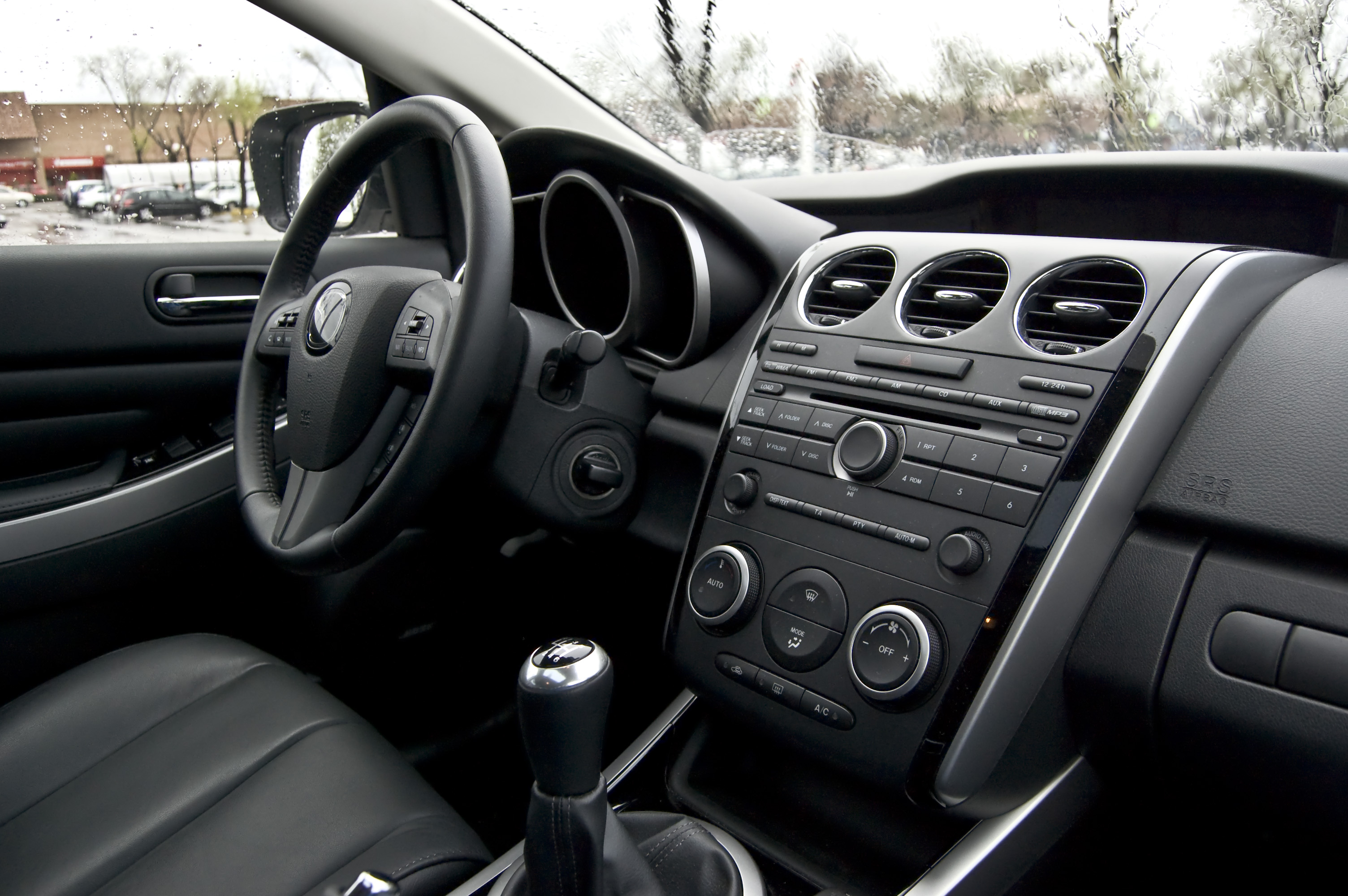
Wnętrze

Pojazd charakteryzuje się dynamiczną sylwetką, którą podkreślają potężne zderzaki, mocno pochylona przedni szyba, wznosząca się linia okien bocznych i dach opadający jak w coupé. Wnętrze jest urządzone w sportowym stylu, układem instrumentów pokładowych CX-7 przypomina Mazdę RX-8. Dzielona, składana tylna kanapa umożliwia stopniowe zwiększanie przestrzeni bagażowej aż do 1660 litrów.
W Stanach Zjednoczonych można go było kupić z napędem na przednią oś lub stałym napędem na cztery koła – chociażby ze względu na mały prześwit oraz brak blokady mechanizmu różnicowego i reduktora zdecydowanie lepiej sprawdza się na bitych traktach.
W Polsce model CX-7 można było kupić w salonie wyłącznie z napędem na cztery koła i tylko w wersji z manualną, sześciobiegową skrzynią biegów. Zupełnie przyzwoite osiągi zapewnia wyposażony w turbosprężarkę czterocylindrowy silnik benzynowy o pojemności 2,3 litra i mocy 260 KM, montowany również w Maździe 6 MPS.
Pod koniec 2009 roku przeprowadzono drobny face lifting modelu, jednocześnie wprowadzając do oferty wysokoprężny silnik o pojemności 2,2 l i mocy 173 KM, połączony z sześciobiegową manualną skrzynią biegów. Pojazd zaprezentowano podczas targów motoryzacyjnych we Frankfurcie we wrześniu 2009 roku. Pojazd otrzymał nowy przedni zderzak oraz system monitorowania tyłu pojazdu (RVM) i układ włączający światła ostrzegawcze (ESS) w celu dalszego zwiększenia bezpieczeństwa. Auto otrzymało sztywniejsze nadwozie i nowe amortyzatory.
Po wprowadzeniu do sprzedaży nieco mniejszego modelu CX-5, popyt na CX-7 spadł do takiego poziomu, że producent zadecydował o zakończeniu produkcji pod koniec 2012 roku. Producent nie przewiduje następcy modelu, jednak nieoficjalnie za takiego możemy uznać właśnie CX-5.

## Silniki
| Wersja                | Silnik:                          | Układ zasilania:   | Średnica × skok tłoka: | St. sprężania:     | Moc maksymalna:                    | Maks. moment obrotowy      | 0-100 km/h:        | V-max:             |
| Silniki benzynowe:    | Silniki benzynowe:               | Silniki benzynowe: | Silniki benzynowe:     | Silniki benzynowe: | Silniki benzynowe:                 | Silniki benzynowe:         | Silniki benzynowe: | Silniki benzynowe: |
| --------------------- | -------------------------------- | ------------------ | ---------------------- | ------------------ | ---------------------------------- | -------------------------- | ------------------ | ------------------ |
| 2.3                   | R4 2,3 l (2261 cm³), DOHC, turbo | wtrysk DISI (bezp) | 87,50 mm × 94,00 mm    | 9,5:1              | 260 KM (191 kW) przy 5500 obr./min | 380 N•m przy 3000 obr./min | 8,2 s              | 211 km/h           |
| 2.5 (od 2010)         | R4 2,5 l (2488 cm³), DOHC        | wtrysk EFi         | b.d                    | b.d                | 163 KM (120kW) przy 6000 obr./min  | 220 N•m przy 3500 obr./min | 9,9 s (aut.12,3 s) | 190 km/h           |
| Silniki wysokoprężne: |                                  |                    |                        |                    |                                    |                            |                    |                    |
| 2.2 TD                | R4 2,2 l (2184 cm³), DOHC, turbo | wtrysk common rail | 86,00 mm × 94,00 mm    | b/d                | 173 KM (127 kW) przy 3500 obr./min | 400 N•m przy 2000 obr./min | 11,3 s             | 200 km/h           |

## Wersje wyposażeniowe
- Exclusive
- Sport

Standardowo pojazd przed liftingiem wyposażony był m.in. w system audio firmy Bose, przednie, boczne i kurtynowe poduszki powietrzne, klimatyzację automatyczną, 18-calowe alufelgi oraz reflektory ksenonowe.
Wersję po face liftingu opcjonalnie wyposażyć można w Pakiet TECH dostępny do wersji Exclusive obejmujący kamerę cofania, Bluetooth, tempomat, alarm oraz zmieniarkę CD.